# Isaac Goldenberg
Henrique Isaac Goldenberg foi um treinador e ex-futebolista austríaco naturalizado argentino. 

## Carreira

### Como jogador
Isaac Goldenberg atuou em alguns clubes do futebol europeu, como Hakoah Wien da Áustria, Maccabi București da Romênia e Racing da França. Em 1936, mudou-se para a Argentina, onde jogou no Racing, seu último clube.
Integrou a Seleção da Romênia em amistoso contra a Tchecoslováquia em um jogo disputado em Praga. Na ocasião, Isaac Goldenberg atuou como zagueiro.

### Como treinador
Após encerrar a carreira de jogador, mudou-se para o Brasil, onde treinou o Internacional (1937), Força e Luz (1938) e o Santos (entre 1939 e 1940). Neste último, comandou o clube paulista em 40 partidas e obteve 18 vitórias. Retornou à Argentina, para comandar Huracán e Tigre.
Após breve passagem pelo futebol do Uruguai, onde treinou o Rampla Juniors, voltou ao Brasil para comandar o Cruzeiro de Porto Alegre e a Ponte Preta. Ainda treinou equipes do Chile (Iberia e Santiago Wanderers) e da Argentina (Gimnasia y Esgrima de Mendoza, Independiente e San Martín), em nova passagem pelo país.